# 9-й скоростной бомбардировочный авиационный полк
9-й скоростно́й бомбардиро́вочный авиацио́нный полк — воинское подразделение Вооружённых сил СССР в Великой Отечественной войне.

## История наименований полка
- 9-й бомбардировочный авиационный полк[1];
- 9-й скоростной бомбардировочный авиационный полк[1];
- 9-й ближнебомбардировочный авиационный полк[1];
- 9-й авиационный полк «лидеров»[2].

## История и боевой путь полка

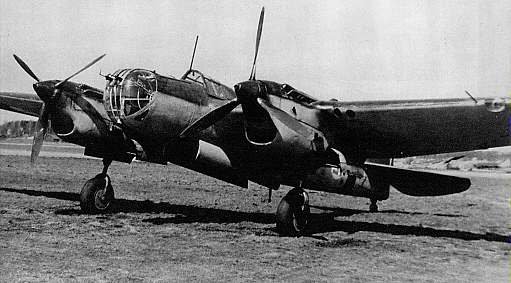
Самолет СБ пришел на смену ТБ-3 в 1939 году.

Полк сформирован к осени 1938 года на аэродроме Пушкино Ленинградской области (Ленинградский военный округ) Приказом НКО № 00212 от 5 мая 1938 года как 9-й бомбардировочный авиационный полк. С 15 мая на аэродром Едрово перебазирован полк и перелетевшая из-под Ленинграда 24-я эскадрилья на ТБ-3. Всего полк сформирован в 5-ти эскадрильном составе за счёт 22-й и 24-й тяжёлых бомбардировочных эскадрилий 3-й авиадесантной бригады имени С. М. Кирова в составе четырёх эскадрилий ТБ-3 и эскадрильи И-15 бис. Весной 1939 года полк начал вооружаться новыми самолётами СБ. Переучивание полка происходило на своем аэродроме, а 2-я, 3-я и 5-я эскадрильи — на аэродроме Сольцы.
К началу Советско-финляндской войны к боевым действиям была подготовлена только одна 3-я эскадрилья полка (командир аэ — капитан Уласевич), которая и приняла в ней участие на самолётах СБ, имея при этом в своем составе 4 самолёта ТБ-3. Эскадрилья перебазировалась на аэродром города Ухта и поступила в распоряжение ВВС 9-й армии.
За отличное выполнение заданий командования в борьбе с белофиннами 7 человек награждены орденом Красного Знамени, 4 — орденом Красной Звезды, 4 — медалями. Эскадрилья понесла первые боевые потери.
В составе действующей армии полк находился с 30 ноября 1939 года по 13 марта 1940 года.
5 марта 1940 года эскадрилья вернулась в состав полка. Полк к середине апреля полностью переучился на самолёт СБ. На воздушном параде в Ленинграде 1 мая полк выполнил пролёт 45-ю экипажами СБ, за что получил благодарность командования округом. В июне 1940 года полк был рассредоточен по аэродромам Желудок, Скидель, Рига и Паневежис. Полк входил в состав 7-й смешанной авиационной дивизии Прибалтийского военного округа. 23 августа 1940 года полк перебазировался на аэродром Паестис (Паневежис). Полк начал переучивание на новый самолёт Пе-2, теоретическое переучивания полк закончил в июне 1941 года.
К началу войны 22 июня 1941 года полк дислоцировался в Паневежисе, имея в составе 54 СБ, в том числе 3 неисправных. 22 июня полк окончил ночные полеты в 3 часа. В 4 часа 25 минут полк поднят по тревоге. В 4 часа 30 минут 13 экипажей фашистских He-111 начали штурмовать аэродром, один самолёт был сбит. В 4 часа 50 минут 25 экипажей полка вылетели на бомбардировку объектов и аэродрома в Тильзите. Потери составили 3 экипажа. Затем полк бомбил колонны противника на шоссе Таураге—Шяуляй, наносил удары по скоплению вражеских войск в лесных массивах и по военным объектам Тильзита. 23 июня полк перебазировался на аэродром в Двинск. 25 июня полк сдает оставшиеся самолёты командиру сводной группы и убывает по приказу командования в Калинин, затем в Энгельс для получения самолётов Пе-2.
К 1 сентября 1941 года полк, используя два самолёта УПе-2 подготовил 56 экипажей. 9 сентября на основе распоряжения начальника 1 Отдела ГУ ВВС КА из 5-ти эскадрилий полка формируется два ближнебомбардировочных полка на Пе-2: 9-й ббап и 723-й ббап. 9-й ббап был вызван в Москву, где на Центральном аэродроме имени Фрунзе получил 20 самолётов Пе-3. С 10 сентября полк выполняет задания командования ВВС КА по барражированию железнодорожного участка Москва — Загорск и города Загорска. С 10 сентября 1941 года по 25 января 1942 года полк выполнил 124 вылета, с 18 октября полк полк выполнял задачи по сопровождению самолётов особого назначения. Помимо сопровождения самолётов с высшим командованием полк выполнял задачи по лидированию истребительных и штурмовых полков на различные фронты. С 27 января по 30 октября 1942 года сопровождено на фронт 155 штурмовых и истребительных полков.
Выполняя боевые задачи полк базировался на аэродромах Щелково, Тушино, Киржач и Монино.
В составе действующей армии полк находился с 22 июня 1941 года по 13 июля 1941 года.
В августе 1941 года из состава полка был выделен полк, получивший наименование 9-й «А» ближнебомбардировочный авиационный полк (впоследствии 723-й ббап, 723-й шап). Сам же полк перешёл на новый штат (20 самолётов и экипажей) принял на вооружение Пе-2, а в конце сентября 1941 года, получил Пе-3, к этому моменту, очевидно, был переформирован в 9-й авиационный полк «лидеров». По некоторым сведениям, название 9-й ближнебомбардировочный авиационный полк сохранилось и после переформирования.
О дальнейшем боевом пути полка см. статью 9-й авиационный полк «лидеров»

## Подчинение
| Дата            | Фронт (округ)               | Армия      | Корпус | Дивизия                           | Примечания . |
| --------------- | --------------------------- | ---------- | ------ | --------------------------------- | ------------ |
| 05.05.1939 года | Ленинградский военный округ | ВВС округа | -      | -                                 | -            |
| 01.06.1940 года | Прибалтийский военный округ | ВВС округа | -      | 7-я смешанная авиационная дивизия | -            |
| 22.06.1941 года | Северо-Западный фронт       | -          | -      | 7-я смешанная авиационная дивизия | -            |
| 25.06.1941 года | Приволжский военный округ   | ВВС округа | -      | -                                 | -            |
| 01.10.1941 года | Московский военный округ    | ВВС округа | -      | -                                 | -            |

## Командиры
- майор Жуков[1], 06.1938 — 02.1940
- майор Сандалов Владимир Александрович, врио, 02.1940 — 06.1940[1].
- майор Скитев М. И.[1], 06.1940 — 1941
- полковник Федоров[1], 1941—1941
- майор Лунин, погиб[1], 1941 — 12.1941

## Воины полка
| Награда | Ф. И. О.                      | Должность           | Звание  | Дата награждени | Примечания |
| ------- | ----------------------------- | ------------------- | ------- | --------------- | ---------- |
|         | Белоусов, Владимир Игнатьевич | командир эскадрильи | капитан | 21.03.1940      | -          |